# Der Staatsanwalt hat das Wort: Eine Nummer zu groß
Eine Nummer zu groß ist ein deutscher Fernsehfilm von Horst Zaeske aus dem Jahr 1974. Das kriminologische Fernsehspiel erschien als 32. Folge der Filmreihe Der Staatsanwalt hat das Wort.

## Handlung
Heidi Richter ist als Schuhverkäuferin tätig und ihren beiden Kindern, mit denen sie allein dasteht, eine liebevolle Mutter, und niemand möchte ihr Böses zutrauen. Aber eines kann sie nicht: mit dem Geld auskommen. Stets sind ihre Wünsche größer als ihr Einkommen, und stets ist sie in Geldnot. Mit immer neuen Schwindeleien und geradezu raffinierter Technik borgt sie jeden an, mit dem sie in Berührung kommt. Sie verstrickt sich in immer neue Schulden, und das eben Geborgte reicht schon lange nicht mehr, um auch nur einen Teil der dringendsten Schulden zu begleichen.

## Produktion
Eine Nummer zu groß (Arbeitstitel: Die roten Stiefel) entstand 1973/1974 im Zuständigkeitsbereich des DDR-Fernsehens, Bereich Unterhaltende Dramatik – HA: Polizeiruf/Staatsanwalt.
Szenenbild: Heinz-Helmut Bruder; Dramaturgie: Käthe Riemann; Kommentare: Peter Przybylski.
Der Film ist verschollen.